# Vrátna dolina

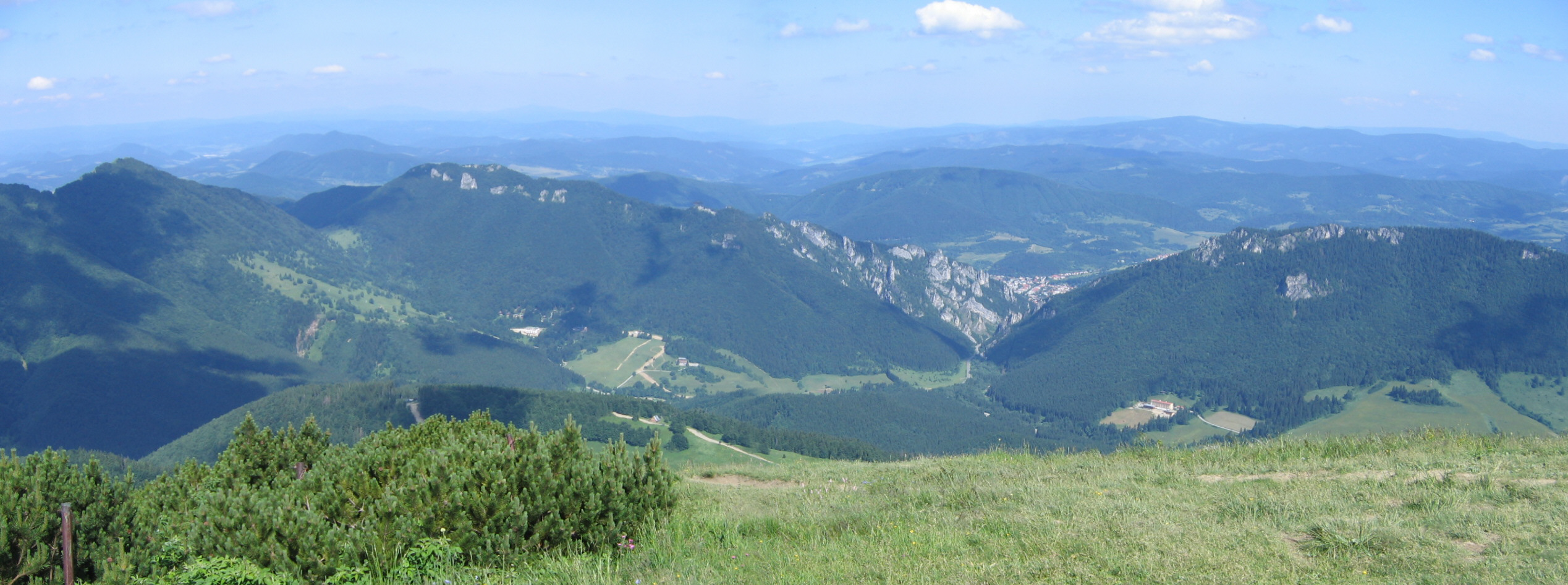
Pohled na Vrátnou dolinu z Polední Grúně. Napravo od středu fotografie jsou Tiesňavy.

Vrátna dolina nebo zkráceně Vrátna je údolí v Kriváňské Malé Fatře, největší středisko letní i zimní malofatranské turistiky.

## Poloha
Vrátna dolina se nachází asi 25 km od města Žilina a 3 km od obce Terchová v Národním parku Malá Fatra. Území Vrátné ohraničuje věnec vrcholů Boboty, Veľký Rozsutec, Stoh, Poludňový grúň, Chleb, Veľký Kriváň, Kraviarske, Baraniarky a Sokolie. Rozděluje se na další dvě doliny Starou a Novou dolinu, které odděluje Grúň. Působivý je především úzký vstupní kaňon Tiesňavy s několika vodopády, které vytváří říčka Varínka, vyvěrající v závěru doliny. Skály z dolomitu vytvářejí zajímavé útvary nazvané Skalní město, Mnich, Velbloud, Pět formanů a jiné.

## Dějiny

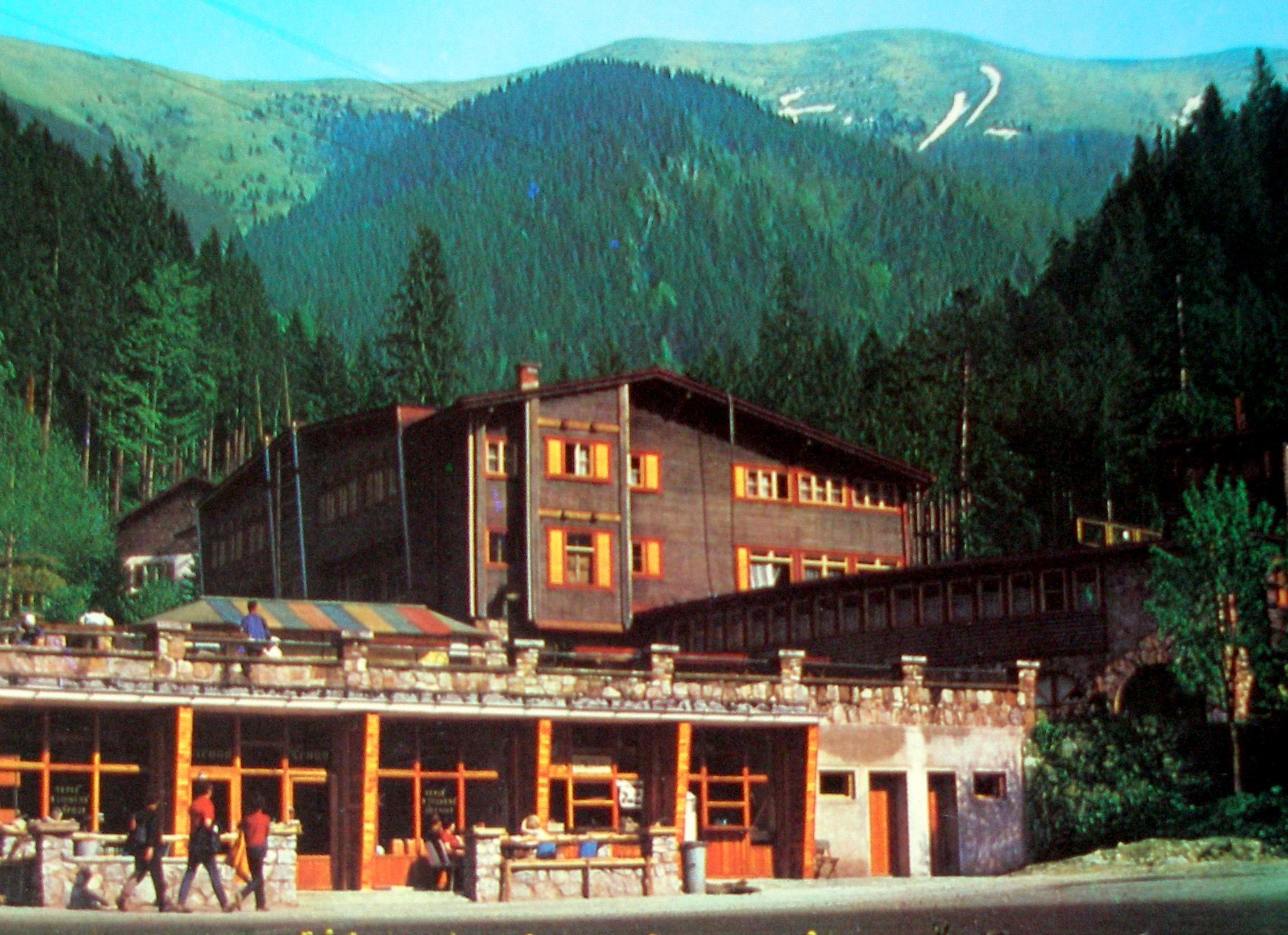
Chata Vrátna, rok 1972

Během první světové války byla Vrátna navštěvovaná kromě botaniků pouze dřevorubci a zlatokopy, kteří zkoumali zejména oblast kolem Velkého Rozsutce. Celé území bylo ve vlastnictví hraběcí rodiny Majláthových, kteří ho využívali jako lovecký revír. Začátky lyžařství sahají do období od roku 1920 do 1930. Do druhé světové války bylo na území (kromě chaty pod Chlebom a chaty pod Rozsutcem) pouze jedno turistické zařízení v Štefanové. Během SNP byly tyto stavby fašistickým vojskem vypáleny. První byla na původních základech zrekonstruována chata pod Chlebom, v roce byla vybudována 1948 nová chata pod Sokolím a později pod Rozsutcem a na Grúni. V roce 1950 byla postavena Chata Vrátna a sedačková lanovka. Od roku 1954 působí ve Vrátné Horská služba a od roku 1959 má v dolní stanici sedačkové lanovky svou záchrannou stanici. V roce 1966 byl postaven hotel Boboty, 1968 několik restaurací a autokemp Sokolie. V roce 1977 byla na Grúni zřízena elektrická přípojka a v roce 1978 byl na svahu Paseky postaven první lyžařský vlek. V roce 1982 byly dokončeny lyžařské vleky na Poludňový grúň a na Grúň.

## Turistika
Ve Vrátné dolině se nachází několik lyžařských lokalit (Paseky, Poludňový grúň, Oštiepková mulda a Chleb) s technickým zasněžováním lyžařských svahů s dobrými podmínkami pro sjezdové lyžování, běh na lyžích, snowboarding, skialpinismus ale i snowtubing a paragliding. V závěru Staré doliny se nachází Chata Vrátna se sedačkovou lanovkou na Chleb, odkud je snadný přístup na hlavní hřeben pohoří.
V létě je možné vybrat si z husté sítě značených stezek několika obtížností. Na hřebenové túry turisty přepraví lanovky do Snilovského sedla a na Grúň. Střediskem turistického ruchu ve Vrátné je bývalá pastýřská osada Štefanová.
Vrátna dolina nabízí ideální podmínky na cykloturistiku. V oblasti Vrátné je velké množství ubytovacích a stravovacích možností.

## Sport

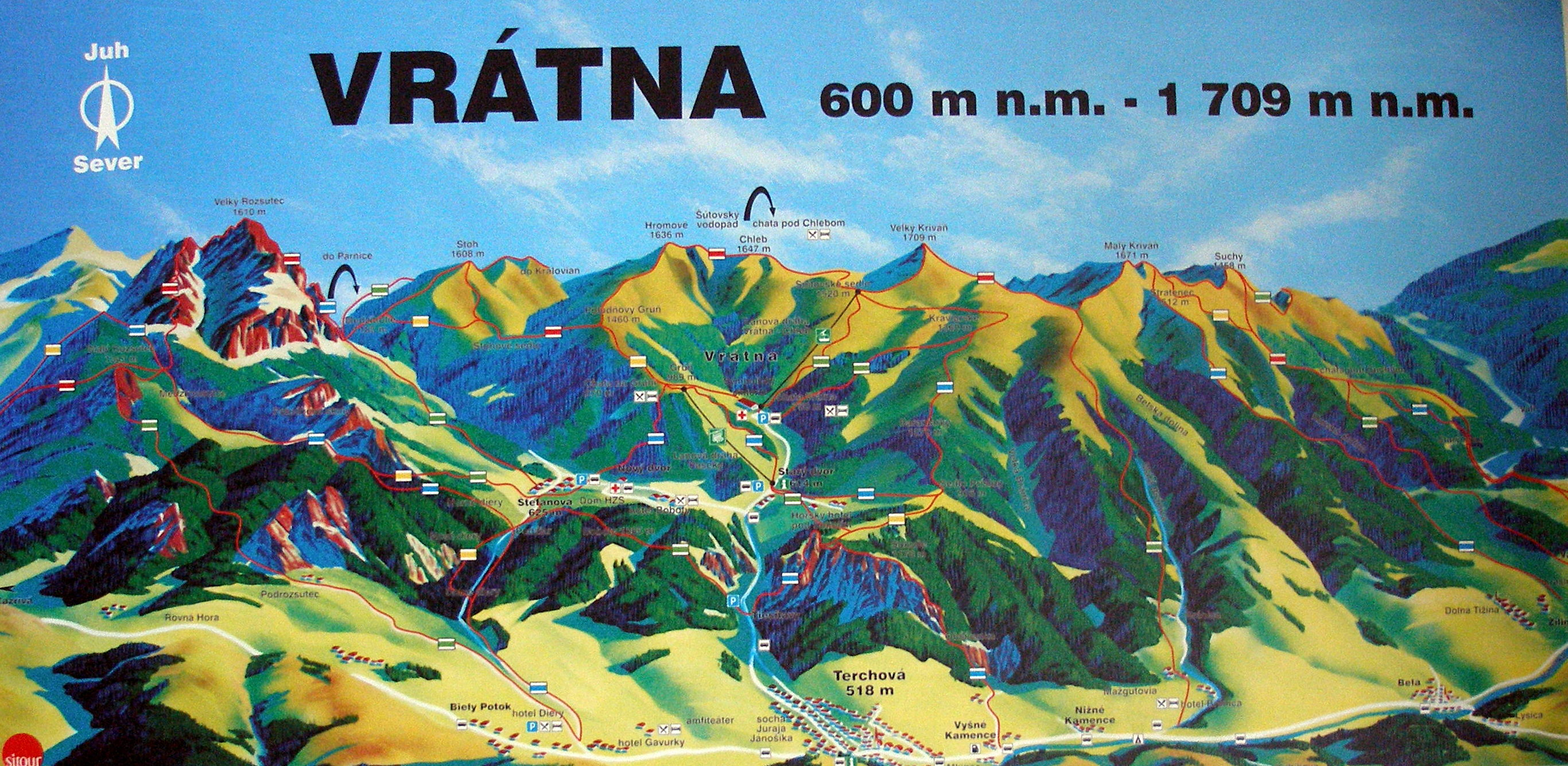
Turistická mapa - Vrátna.

Vrátna je místem pro mnohé sportovní akce. Ve Vrátné se konaly cyklistické závody, například Mistrovství světa cyklotrialu (2004) v Tiesňavách nebo Evropský pohár v cyklistice tělesně a zrakově postižených (2007). V zimním období se zde několikrát konal Evropský pohár ve snowboardingu (2008, 2009, 2010).